# Brasil Open 1977
Il Brasil Open 1977 è stato un torneo di tennis giocato sulla cemento. È stata la 1ª edizione del torneo, che fa parte del WTA Tour 1977. Si è giocato a Guarujá in Brasile dal 17 al 23 ottobre 1977.

## Campionesse

### Singolare
Billie Jean King ha battuto in finale  Betty Stöve con il punteggio di 6–1, 6–4

### Doppio
Kerry Reid /  Wendy Turnbull hanno battuto in finale  Martina Navrátilová /  Betty Stöve con il punteggio di 6–3, 5–7, 6–2